# San Cristoforo (Catania)
San Cristoforo (San Cristofuru in dialetto catanese) è un quartiere della zona sudoccidentale della città di Catania, facente parte della I Circoscrizione del Comune (già I Municipalità, quella del Centro Storico), comprendente anche i quartieri Angeli Custodi, Antico Corso, Civita, Cappuccini, Fortino, Giudecca e San Berillo.

## Geografia
Il quartiere è delimitato a nord da San Cosimo alle Chianche e dalla Giudecca, a est dal quartiere Terme di Sant'Antonio, a sud-est da Santa Maria de La Salette, a sud e sud-ovest dal quartiere Passarello, ad ovest dai quartieri Fortino e Fortino Vecchio. Alcuni di questi quartieri sono considerati appartenenti a San Cristoforo, poiché sono continuazioni del tessuto urbano fittamente popolato: tra questi ci sono Santa Maria de La Salette e Passarello; a loro volta sono questi quartieri che confinano con altri che non sono tradizionalmente riconducibili a San Cristoforo, anche se popolarmente scambiati o confusi con esso, come Angeli Custodi, Tondicello della Plaia - Faro Biscari (la zona di piazza Caduti del Mare) e il quartiere Acquicella, in cui è presente una stazione ferroviaria e il cimitero monumentale di Catania.
L'unica piazza esistente, che però è molto caratteristica, è proprio piazza San Cristoforo: essa si affaccia sul tratto sud-est di via Plebiscito, antica circonvallazione della città vecchia.

## Storia
San Cristoforo nasce in seguito al terremoto del Val di Noto del 1693, come parte dell'espansione della città verso Sud, cioè proprio la zona che era stata sguarnita dalla eruzione dell'Etna del 1669, quindi qualche decennio prima. «Qui, favoriti dai bassi prezzi dei terreni, si reinsediano i sopravvissuti più poveri costruendo le loro modeste case terranee o, tutt'al più, solarate spesso appoggiandosi alla preesistente rete stradale fatta di vie strette, tortuose, irregolari. In qualche caso vengono riproposti sistemi a cortile di tipo rurale, con case terranee che si affacciano su un cortile comune al quale si accede attraverso un arco posto sulla via (…) La "storia fattasi pietra" di questa parte così importante della città, ottiene un riconoscimento adeguato solo con il Piano Regolatore di L. Piccinato del 1964. Qui, dopo l'operazione San Berillo la città rilevata da Ittar nel 1832 viene sottoposta a tutela con la definizione del Centro Storico, lasciando al di fuori alcuni tessuti urbani tardo-settecenteschi come San Cristoforo e i quartieri del piano di Gentile. Anzi proprio San Cristoforo, secondo le indicazioni del piano, avrebbe dovuto essere demolito per ospitare nuovi quartieri di edilizia residenziale. Questo che oggi definiamo un errore, ma che era forse il massimo risultato ottenibile con la cultura degli anni Sessanta, è stato oggi sanato dalle previsioni del nuovo PRG che accoglie nella zona A questi tessuti, insieme a quelli dei sobborghi storici».

## Cultura e Tradizione
Il quartiere si presenta come un luogo ricco di stimoli e denso di contraddizioni. Da un lato conserva ancora aree di forte degrado, che si rispecchiano inevitabilmente sul piano sociale; dall'altro offre un colorito affresco dell'animo della Città di Catania: "Arrusti e Mangia" (Street Food), Sangeli, Carne di Cavallo, sono solo alcune delle perle che si possono scoprire tra le strade del quartiere.

## Festa di San Cristoforo
La prima celebrazione risale al 1951. Si festeggia il 25 luglio presso la parrocchia omonima sita in via Plebiscito, la festa di San Cristoforo.

## Monumenti e luoghi di interesse
Nel quartiere, fra via Giuseppe Garibaldi alta e piazza San Cristoforo, vi era la caserma ottocentesca della Cavalleria Borbonica, trasformata alla fine del secolo nella Manifattura Tabacchi e dismessa verso l'inizio del nuovo millennio.

## Luoghi di culto
- Chiesa di San Cristoforo alle Sciare, via Plebiscito, 353